# Animal Diversity Web
Az Animal Diversity Web (ADW) (Változatos állatvilág) egy a Michigani Egyetem által üzemeltetett, az állatvilág sokszínűségét, rendszertanát, az állatok elterjedését bemutató oktatási és ismeretterjesztő célokat szolgáló weblap. Az állatok tudományos nevei mellett nagyszámú fényképpel, videóval és hang fájllal támogatja az egyes állatok megismerését.

## Felépítése
Az ADW egy az állatok természettanával foglalkozó kereshető online enciklopédia. Lehetőséget biztosít diákoknak az állatvilággal kapcsolatos kérdéseik megválaszolására. Rendelkezik egy nagy teljesítményű keresőmotorral. Ez lehetővé teszi a megadott fajták szerinti kereséseket és tanári segítséggel akár kutatómunka végzéséhez is segítséget biztosít. A képek, videók és hanganyag segítségével egy virtuális állatmúzeumnak is tekinthető.

## Háttere
Az ADW-t 1995-ben A Michigani Egyetem biológia professzora  Philip Myers hozta létre.
Az ADW a honlapjának Disclaimerjében aláhúzza, hogy elsődlegesen egy oktatási segédlet amit az egyetem hallgatói állítanak össze. A honlap nem tartalmazza a föld összes állatát és nem tartalmazza a legújabb kutatási eredményeket sem. De nagy figyelmet fordítanak a honlapon található információk megbízhatóságára. Az állatokról szóló leírásokat az Egyetem oktatási programjaiban részt vevő több mint 30 Egyesült Államokbeli főiskola és egyetem alapképzésén részt vevő hallgatók írják évfolyamdolgozat részeként.
Az ADW együttműködik az Élet Enciklopédiájával, hogy az információk minél nagyobb körhöz eljuthassanak. és külön verziót üzemeltet az általános iskolások részére BioKIDS néven.